# فرودگاه بونیویل
فرودگاه بونیویل (به انگلیسی: Bonnyville Airport) یک فرودگاه همگانی با کد یاتا YBY است که یک باند فرود آسفالت دارد و طول باند آن ۱٬۳۵۱ متر است. این فرودگاه در کشور کانادا قرار دارد و در ارتفاع ۵۶۱ متری از سطح دریا واقع شده‌است.

## شرکت‌های هواپیمایی و مقصدهای پروازی
| شرکت‌های هواپیمایی | مقصدهای پروازی |
| ----------------- | -------------- |
| Integra Air       | کالگری         |